# 이마드 앗딘 장기
아부 알무자파르 이마드 앗딘 장기 이븐 카짐 알다울라 아크순쿠르 이븐 일투르간(1085년 ~ 1146년 9월 14일, 아랍어: أبو المظفر عماد الدين زنكي ابن قسيم الدولة آق سنقر ابن ايل ترغان Abū al-Muẓaffar ʻImād al-Dīn Zankī ibn Qasīm al-Dawla Āq-Sunqur ibn Īl-Turghān )는 셀주크 제국의 마흐무드 2세 휘하의 장군으로 모술과 알레포의 총독(재위: 1127년 ~ 1146년)이며, 장기 왕조의 창시자이다.
십자군에 대한 조직적이며, 지속적인 전투를 벌였던 이슬람 최초의 무장으로 1144년 팔레스타인의 기독교 십자군 국가들 중 하나인 에데사 백국을 탈환했기에 제2차 십자군 원정이 일어났다.

## 어린 시절
아버지는 말리크샤 1세 휘하의 북부 시리아의 대도시 알레포의 총독이었던 아크 순쿠르 알하집였다. 1094년 반항적인 태도를 보인 아버지가 반역죄로 몰려 처형당하자 장기는 모술로 피신하여 그곳 총독 카르부가의 휘하에서 보호를 받았다. 1127년 바스라의 사령관을 맡게 되었을 때 칼리프가 셀주크 왕조의 술탄에게 반란을 일으킬 때 그는 술탄의 편에 서서 활약했다.
이 반란은 1118년 바그다드에서 셀주크 왕조의 술탄 무하마드 타파르가 죽자 사후의 혼란을 틈타 그해 칼리프에 즉위한 알무스타시드가 왕년의 아바스 왕조 칼리프의 영광을 부활시키기 위해 무하마드 타파르의 아들인 마흐무드 2세에게 압박을 가하다가 기어코 1127년에 일으킨 반란이었다.
바그다드로 출병한 장기는 마흐무드 2세를 지키며 싸워 알무스타시드를 격파하고 그를 궁전에 유폐시켰다. 이 공적으로 모술의 태수로 임명되었고, 다음해 1128년 당시 모술에 부속되어 있던 알레포에 입성하여 지배하에 두고 본거지로 삼았다.
장기는 알레포의 옛 군주 시리아-셀주크 왕조의 리드완 왕의 딸로써 이전 아타베그 일 가지의 미망인과 결혼하여 아타베그가 되어, 아타베그 정권인 장기 왕조를 세웠다. 그는 마흐무드 2세로부터 북부 메소포타미아(자지라)와 시리아에 대한 권력을 보증 받는 대신 셀주크 왕조를 대신해 시리아를 십자군으로부터 탈환하는 일을 진행했다.

## 중기의 생애
일반에겐 십자군에 대한 반격을 개시한 이슬람세계의 영웅으로 비쳐지지만 실제론 그는 셀주크 왕조에서 갈라져 나온 분가로 본가 셀주크 왕조와 대립하던 다마스쿠스의 지방정권 부리 왕조와의 다툼에 오랜 시간을 보냈다.
1130년 장기는 다마스쿠스의 부리왕조 아타베그 부리에게 연합하여 십자군 제후와 싸우자고 호소하였으나 이것은 자신의 세력을 늘려주는 결과로 그쳤다. 장기는 도착한 부리의 군을 무장 해체시키고 부리의 아들과 동생 사빈지를 인질로 삼은 뒤 하마를 빼앗았다.
거기에 호무수를 빼앗으려고 그 영주와도 손을 잡았으나 함락하지 못했기에 장기는 이후 둘을 모술로 보내 유폐시킨 뒤 부리의 몸값으로 5만 디나르를 받은 뒤에 석방했다.
1131년 장기는 5만 디나르를 돌려주는 대신에 칼리파 알무스타시드의 휘하에 있다가 다마스쿠스로 도망친 무장 듀바이스를 달라고 요구하여 교환하였다. 이것을 안 알무스타시드는 듀바이스를 돌려받기 위해 장기에게 사자를 보냈지만 이미 듀바이스를 살해한 후였다.
그 후 장기는 셀주크 왕조의 후계자 전쟁에 휘말리게 되었다. 마흐무드 2세가 1132년에 죽고, 마침 칼리프 알무스타시드도 세력을 키우고 있었기에 셀주크 일족끼리의 다툼에 불을 질렀다. 장기는 알무스타시드를 한번 격파하고 바그다드의 수도로 향했지만 수도의 북쪽 티크리트 교외에 칼리프 자신이 매복하고 있었다.
장기는 패배하여 붙잡히기 직전 칼리프 측에 있던 티크리트 사령관인 아이유브란 젊은 무장에게 목숨을 구원받고 모술로 도망쳤다.(아이유브는 후에 장기의 부하가 되고, 그 아들이 장기의 아들 누레딘을 섬기며 예루살렘을 이슬람의 것으로 되찾아 명성을 떨치게 되는 살라딘이다.)
장기를 격파한 알무스타시드는 1133년 셀주크 왕조의 후계자였던 마흐무드에 대해 성대한 의식과 더불어 충성을 맹세한 뒤 술탄 직위를 승인하여 칼리프로써 전성기를 맞이했다.
그러나 장기를 토벌하기 위해 모술을 포위하고 공격했다가 실패하여 칼리프의 권위는 추락하고 우방이었던 무장이나 민중들이 등을 돌려버려, 1135년 마흐무드에게 패한 뒤 포로가 되어 2개월 후 억류 끝에 처형되었다. 이후 장기는 바그다드와의 전투와 자지라의 지방정권 분쟁에도 끼어들었으나 관심은 항상 다마스쿠스에 있었다.
1135년 장기에게 다마스쿠스의 영주인 부리의 아들 이스마일이 구원을 요청했다. 이스마일은 용맹한 무장이지만 십자군 제후에 대한 공략을 진행하면서 그 완고한 성격으로 많은 적을 만들었고, 군사비용이 증가하면서 시민들의 불만을 불러일으켰다.
거기에 자신에 대한 암살이 준비된 일을 알고 의심에 빠져 궁정내외의 관계자들을 처형하기 시작하는 등 수습하기 어렵게 되어 장기에게 다마스쿠스를 넘겨주려고 했다. 그러나 다마스쿠스의 사람들은 예전 인질사건이후로 장기를 싫어했기에 유력자들은 이스마일의 어머니 즈무르드 왕비에게 찾아가 상담했다. 왕비는 부하들에게 명하여 아들을 살해하고 다른 아들인 마흐무드를 옹립했다.
장기는 이것을 알고도 다마스쿠스에 입성하려고 하자 도시는 장기를 맞아 싸울 준비를 했다. 교섭이 진행되면서 다마스쿠스 공략을 시작하려는 찰나 도시의 실권을 장악한 무장이 무이 누딘 우나르인 것을 알고 공격은 어려울 것임을 깨닫고 휴전협정을 맺었다. 동시에 바그다드의 칼리프로부터 다마스쿠스에서 물러나라는 서신을 받았지만 장기는 이를 무시했으나 다마스쿠스를 빼앗는 것은 단념해야했다.
돌아오면서 마앗라라는 십자군제후의 도시 중 하나를 빼앗았지만 명예는 상처받았다. 뒤이어 자신을 화나게 만든 호무스도 빼앗으려 했으나, 호무스에서 구원요청을 받은 우나르가 입성하여 통치하게 되자 장기는 우나르에게 무릎 끓을 수밖에 없었다.
1137년 장기는 다시 호무스를 빼앗기 위해 대규모 군대를 움직이자 영주 우나르는 곧 다마스쿠스와 연락을 취하고, 예루살렘 왕국과 트리폴리 백국에게 구원을 요청해 장기를 협공하려고 했다. 장기는 우나르와 강화를 맺은 뒤 곧바로 십자군 측으로 향하여 그 지방 최강의 십자군 요새였던 바린을 공략했다.
예루살렘 왕 풀크와 트리폴리 백국이 바로 군을 돌려서 왔으니 이것이 장기가 최초로 십자군과 싸운 전투였다. 풀크의 군은 격파당해 바린에서 농성하게 되었다. 장기는 요새를 포위한 끝에 풀크왕과 요새를 다음날 넘겨주면 큰돈을 지불하겠다는 유리한 조건으로 강화하여 풀크왕과 그 부하는 예루살렘으로 돌아갔다.
이때 장기는 로마 제국의 황제 요한네스 2세 콤네누스가 남하한다는 소식을 들었기 때문에 풀크와 다마스쿠스와의 휴전을 재빨리 맺을 수밖에 없는 상황이었다. 한편 황제의 목표는 안티오키아 공국이라는 소식을 듣고 안심했지만, 포위전 끝에 안티오키아가 황제에게 굴복하여 황제는 여기서 안티오키아 공작 푸아티에의 레몽과 에데사의 조슬랭 2세를 데리고 시리아공격을 개시했다.
장기는 군을 연합군 쪽으로 향하고 또 아나톨리아, 바그다드의 술탄, 시리아와 자지라의 무슬림 여러 왕에게 사자와 선동자를 보내 전원 지원을 위해 와달라고 요청했다. 또 십자국 국가측과 황제 측을 이반시킬 음모를 진행해 결과적으로 레몽과 조슬랭 2세는 황제가 중동에서 세력을 늘리는 것을 두려워해 비협조적이었다. 1138년 4월 최초의 공격목표였던 도시 샤이자르에 연합군이 도착했으나 숫자를 알 수 없는 장기의 복병과 연합군내의 불화, 무슬림 증원군에 대한 공포로 인해 1개월 후 철수하여 위기를 벗어났다.
샤이자르 포위전 후 1138년 5월말 장기는 다마스쿠스에 협정체결을 위해 방문했다. 여기서 아들 이스마일을 죽이고 장기를 몰아냈던 즈무르드비와 결혼해 왕비는 지참금으로 호무스를 장기에게 선물하겠다고 협정했다. 3개월 후 호무스에서 2사람은 중동 여러 나라와 비잔티움 제국에서 온 사신들 앞에서 결혼했으나, 즈무르드비를 설득해 그녀의 아들 마흐무드에게서 다마스쿠스를 물려받으려는 장기의 노력은 즈무르드비에게 거절당해 장기는 결국 다른 방법을 강구했다.
1139년 7월 즈무르드 왕비로부터 마흐무드가 암살당했다는 것을 알고 암살자를 벌하기 위해서라는 핑계를 대고 장기는 다마스쿠스로 향했으나, 호무스로부터 다마스쿠스로 돌아온 후 실질적인 지배자로써 마흐무드의 후계자 무하마드의 대리가 된 우나르가 도시의 수비를 강화하고 다시 예루살렘 왕국과 연합했다. 장기는 다마스쿠스의 중요거점 바르베그를 즉시 공격했으나 시간이 걸렸고, 그 사이 우나르는 친구인 연대기 작가 문키즈를 통해 예루살렘 왕국의 보호아래 들어간다는 협정을 체결했다.
협정내용은 다마스쿠스는 장기를 멀리하고, 위급시 다마스쿠스와 예루살렘군은 통합한다. 다마스쿠스는 예루살렘에 전쟁비용을 지불하고 장기 지배하의 요새를 예루살렘과 함께 공격한다. 또한 다마스쿠스는 명문가의 자제를 인질로써 내놓아야 한다는 것들이었다.
1140년 4월 다마스쿠스를 압박했던 장기는 예루살렘 왕국의 구원군에게 협공 받을 것을 우려해 공격을 단념하고 돌아갔다. 1140년 다마스쿠스-예루살렘 연합군은 장기의 요새 바니야스를 포위하자, 장기는 구원하지 않고 이 요새를 포기했다. 다마스쿠스는 이것을 예루살렘에게 넘겨주고 우나르는 예루살렘을 공식 방문하는 등 양쪽간의 교류가 깊어졌다. 얼마동안 여러 나라와 전쟁은 일어나지 않았으나 장기는 북쪽으로 원정하여 아시프와 아르메니아인의 요새 비잔을 점령했다.

## 말기생애 및 죽음
1144년 가을부터 장기는 에데사 백국으로 진격했다. 에데사는 예루살렘 왕국의 종주권 하에서 정치는 안정되었으나, 주민의 대부분이 아르메니아인으로 십자군 국가 중 가장 약하며, 또 가장 서양인이 적었던 국가였다. 에데사 백국은 같은 십자군 국가였던 안티오키아 공국, 트리폴리 백국과 항쟁을 벌였기에 사이가 나빴고 강대국이었던 비잔티움 제국과 예루살렘 왕국은 요한네스 2세 콤네누스와 풀크가 죽었기 때문에 내부사정이 좋지 못했다.
의지할 만한 나라가 없었기에 강력한 장기의 세력에 저항하기 위해 에데사 백국의 조슬랭 2세는 주변의 디야르바크르의 셀주크계 영주 카라 아스란과 연합했다. 이 카라 아스란의 군대가 겨우 사용할 수 있는 군대였다.
장기는 1144년 가을 조슬랭 2세가 전군과 함께 카라 아스란과 합류해 서쪽 유프라테스강 근처에서 테르-바실까지 약탈전을 벌인다는 얘기를 듣자마자 에데사 백국 포위전을 개시하고 도시의 북쪽 '시간의 문'에 진을 세웠다. 도시는 시민들만 있고 군대는 없어서 사제들이 지휘를 맡을 수밖에 없었다.
사제들은 기독교도인 아르메니아인들은 장기에게 항복하지 않을 것이라고 기대했다. 에데사는 난공불락의 요새였기에 시민들은 방어전에서 분전했으나, 누구도 공성전에 대한 경험이 없어서, 요새에서 중요한 수비할 곳을 알지 못해 공병이 성벽아래에 굴을 파기 시작한 것도 알지 못했다.
도중 휴전협정이 진행되었으나 수비 측에서 거부하여 실패로 끝나자 장기는 도시 북쪽 성벽의 토대를 없애기 위해 목재를 쌓고 기름과 유항을 뿌리고 12월 24일 불을 질렀다. 불길에 성벽이 무너지자 장기군 이 침입하여 성곽에서 도망치지 못했던 사람들을 학살했다. 성곽은 사제의 과실로 굳게 닫혀있었기에 몰려드는 군중이 패닉에 빠져 사제도 포함하여 5,000명 이상이 압사 당했다.
장기는 학살에 대한 중지명령을 내렸고 기독교도 대표와 이야기를 나눈 뒤 12월 26일 도시를 장기에게 넘겨주기로 합의했다. 아르메니아인과 아라비아인 기독교도는 석방되었으나 서양인에 대한 처우는 가혹했다. 가지고 있던 재물은 몰수당하고 귀족과 사제들은 의복을 모두 빼앗기고 알레포로 보내졌고, 직인들은 각 직종별로 나눈 뒤 남겨진 100명 정도는 처형되었다. 조슬랭 2세는 그 사이 먼 테르-바실에서 머물고 있었다.
이 사건은 십자군 국가를 뒤흔들어 놓았고 예루살렘 왕국 풀크의 미망인 멜리장드는 유럽에 특사를 파견해 이 참극과 구원요청을 알렸다. 이것이 제2차 십자군 원정을 일으키게 된다. 또한 무슬림 세계는 처음으로 승리다운 승리에 열광하여 칼리프는 이제껏 없던 미사어구에 가득한 경칭을 그에게 하사했다. 후에 무슬림 연대기 작가는 이일을 십자군국가에 대한 지하드의 시작이라고 이야기 했다.
그러나 장기는 에데사 백국의 남겨진 동쪽영토와 안티오키아 공국 등 십자국 국가를 몰아내는 일을 개시할 생각은 하지 않고, 다음해 1145년 또 다시 바르베그에 돌아와 다마스쿠스 포위전 준비를 시작했다.
그때 조슬랭 2세의 잔존 세력이 에데사 탈환을 노린다는 소식을 듣고 에데사로 돌아와 협력자를 처형하고 이곳에 유대인들을 거주시켰다. 또 모술의 정치 불안과 자지라의 영주들이 반항의사를 보이는 등, 북쪽에 신경을 쓸 겨를이 없었던 상태였고 그 와중에 1146년 9월 숙영지에서 술을 마시고 자다가 서양인 노예 야란카슈에게 암살당한다.

## 사후
장기의 갑작스런 죽음에 군은 충격에 빠지고 순식간에 군은 와해되어 사라졌다. 보물도 무기도 약탈당해 장군들은 병사를 데리고 각지로 흩어졌다. 예루살렘왕의 미망인 멜리장드는 장기의 사망소식을 접하고 긴장감이 사라져 알레포와 에데사 공략계획을 취소했다.
안티오키아의 레몽은 장기에게 빼앗겼던 영토를 되찾기 위해 알레포를 압박했다. 다마스쿠스의 우나르도 바르베크와 호무스등 빼앗겼던 영토를 탈환해 시리아 거의 전부를 회복했다. 에데사 백국 조슬랭 2세도 에데사를 겨우 탈환했다. 장기가 쌓아올렸던 왕국은 순식간에 무너져 버렸으나, 그의 아들이 그 사업을 물려받게 되었다.
장기의 사후, 장기 왕조의 영토는 자지라(북부 이라크)를 영토로 모술에 있던 사이프 앗딘 가지와 시리아를 영토로 알레포에 있던 누르 앗 딘 마흐무드등 이 2명의 아들에게 분할되었다.
특히 누르 앗딘 마흐무드는 영토를 확대해 에데사를 탈환하고 다마스쿠스를 포함한 시리아 전역을 정복했다. 그의 측근과 군사조직에서 살라흐 앗 딘의 아이유브 왕조가 자립하여 탄생하게 된다.
| 전임 마수드 이븐 아크 순쿠르 | 모술의 아타베그 1128년 ~ 1146년 | 후임 사이프 앗딘 가지 1세 |

| 전임 마수드 이븐 아크 순쿠르 | 알레포의 아미르 1128년 ~ 1146년 | 후임 누르 앗딘 마흐무드 |

| 전임 에데사 백국의 조슬랭 2세 (장기에게 빼앗김) | 에데사의 아미르 1144년 ~ 1146년 | 후임 누르 앗딘 마흐무드 |